# Kinas storstadsområden
Ordet storstadsområde används för närvarande i svenskspråkiga Wikipedia med två  betydelser, dels (1) som beteckning på ett administrativt område som ligger direkt under centralregeringen, dels (2) som synonym till  stad på prefekturnivå eller stadsprefektur. Storstadsområden i den första  betydelsen av ordet ligger jämte provinser och autonoma regioner på den översta nivån av Kinas administrativa indelningar, medan storstadsområden i den andra betydelsen ligger på nivån under denna. Bara den första betydelsen är inarbetad, och avsikten är att ersätta ordet i dess andra betydelse med dess synonymer. Följande text behandlar endast ordets första betydelse.
I Kina och Taiwan är ett storstadsområde (traditionell kinesiska: 直轄市?, förenklad kinesiska: 直辖市?, pinyin: zhíxiáshì, ordagrant "direktadministrerad stad") en speciell typ av administrativ enhet direkt under centralregeringen. Trots sitt namn kan dessa, speciellt i Kina, omfatta stora delar landsbygd. Fyra områden i Folkrepubliken har status som storstadsområde, nämligen Peking, Shanghai, Chongqing och Tianjin. På Taiwan är Kaohsiung och Taipei direktstyrda storstadsområden, även om man officiellt också räknar med de tolv stadsområden som Republiken Kina hade på fastlandet.

## Historik: Republiken Kina
Innan 1949 fanns i Republiken Kina 12 storstadsområden direkt under centralregeringen: Nanjing, Shanghai, Hankou, Anshan, Fushun, Shenyang, Benxi, Xi'an, Beiping (Beijing), Tianjin, Chongqing och Guangzhou. Dessa erkänns fortfarande formellt i Taiwan, tillsammans med Taipei (sedan 1967) och Kaohsiung (sedan 1979), två städer på Taiwan.

## Historik: Folkrepubliken Kina
År 1950 upphöjdes Lüda till storstadsområde. 1952 återgick Nanjing till att vara en provinsstad. 1953 gjordes Changchun och Harbin till storstadsområden, men året därefter, 1954, återgick Shenyang, Lüda Anshan, Fushun, Benxi, Changchun, Harbin, Xi'an, Wuhan (Hankou), Guangzhou och Chongqing till att vara städer under sina respektive provinsregeringar. 1958 gjorde också Tianjin till stad provinsstad men återfick sin status som direktstyrd stad 1967. I mars 1997 blev Chongqing åter storstadsområde direkt under centralregeringen.
Kinas storstadsområden är i sin tur indelade i stadsområden (qu) och häraden (xian); i Chongqing också fyra autonoma häraden för minoritetsfolkgrupper (zizhixian).